# José Soriano Ramos
José Soriano Ramos o el Lloro (Vila-real, Plana Baixa, 12 de setembre de 1931 - 20 de desembre de 2000) va ser un industrial valencià.

## Biografia
Va contreure matrimoni amb Asunción Manzanet el 27 de setembre de 1963, amb qui va tenir dos filles, María José i Sonia.
La seva família es dedicava al conreu dels tarongers, però en 1956 una gelada va malmetre els arbres, posant en perill l'economia la comarca de La Plana i amb altres socis va posar en marxa Azulejos de Vila-real, Azuvi, en la que fou gerent, implantant els forns-túnel per a la cocció de la ceràmica decorada. Soriano va fundar Zirconio, dedicada als revestiments i als paviments decorats, i el 1973 va fundar amb els germans Héctor i Manuel Colonques Porcelanosa, dedicada a rajola ceràmica de pasta blanca. Encara que la seua dedicació a la ceràmica va ser total, mai es va desvincular de les seues arrels agrícoles, relacionades amb el cultiu de tarongers. Va morir el 20 de desembre de 2000, als 69 anys, com a conseqüència d'un accident de trànsit.
El 7 de març de 2004, quatre anys després de la seua defunció, va ser guardonat amb la medalla d'or de la província de Castelló. Al seu torn el 13 de març de 2002 va ser nomenat Fill Predilecte a títol pòstum de la seua ciutat natal, Vila-real. L'any 2013 va rebre a títol pòstum l'Alta Distinció de la Generalitat Valenciana.